# Orconectes incomptus
Orconectes incomptus là một loài tôm sông trong họ Cambaridae.